# Læren om staten
"Læren om staten" er et dansk digt af Jens August Schade udgivet i digtsamlingen Sjov i Danmark, eller som man ser det – satirisk sangværk i 1928 på Gyldendal.
Digtsamlingen består af i alt 54 digte og handler om Schades alter ego Sjov og hans liv. Samlingen er opdelt i tre grupper med overskrifterne "Skæve", "Skoleborg" og "I Storbyen" svarende til Schades egen barndom i Skive, skolegang i Viborg og studietid i København. "Læren om staten" er fra studietiden, hvor han studerede statskundskab. Sjov/Schade reflekterer i den forbindelse på komisk vis over forskellen mellem den teori, han oplever på universitetet, og den virkelighed, han ellers møder.
Digtet består af 37 strofer på hver fire linjer med rim på anden og fjerde linje i hver strofe (med to undtagelser, hvor rimet er på tredje og fjerde linje). Stroferne er opdelt i grupper adskilt af vandrette streger; grupperne indeholder henholdsvis tre, ni, tre, fjorten og syv strofer.
Digtet er en del af lyrikantologien i Kulturkanonen fra 2006.